# Dzibanché
Dzibanché  è un sito archeologico messicano di epoca Maya.
Dopo Cobá, Dzinbanché è uno dei siti archeologici più vasti dello stato del Quintana Roo. Le rovine scoperte da Thomas Gann nel 1927 si trovano nella parte meridionale dello stato, non distante da Bacalar. Gli scavi avviati durante gli anni novanta del secolo scorso  hanno mostrato che la località raggiunse la massima fioritura durante il Periodo Classico antico e che si trattava di un centro molto più importante di quanto non si pensasse. Varie tombe di nobili, sontuosamente arredate, fanno pensare ad una élite locale  prestigiosa; vi è anche una scalinata con vari geroglifici e rappresentazioni di prigionieri, che indicano come  Dzinbanché  fosse uno stato vassallo di Calakmul, città posta a 150 km verso sud-ovest.

## Tempio della Civetta (Struttura 1)
Gli scavi effettuati sotto la direzione dell'archeologo messicano Enrique Nalda hanno portato alla luce una serie di geroglifici che descrivono la conquista della città da parte del sovrano Yuknoom Ch'een I di Calakmul tra il 479 d.C. ed il 490 d.C. Questi sono i primi riferimenti ai sovrani divini di Calakmul, tanto che alcuni storici ritengono che Dzinbanché possa essere stata la sede principale della dinastia durante il Periodo Classico antico.

## Galleria d'immagini

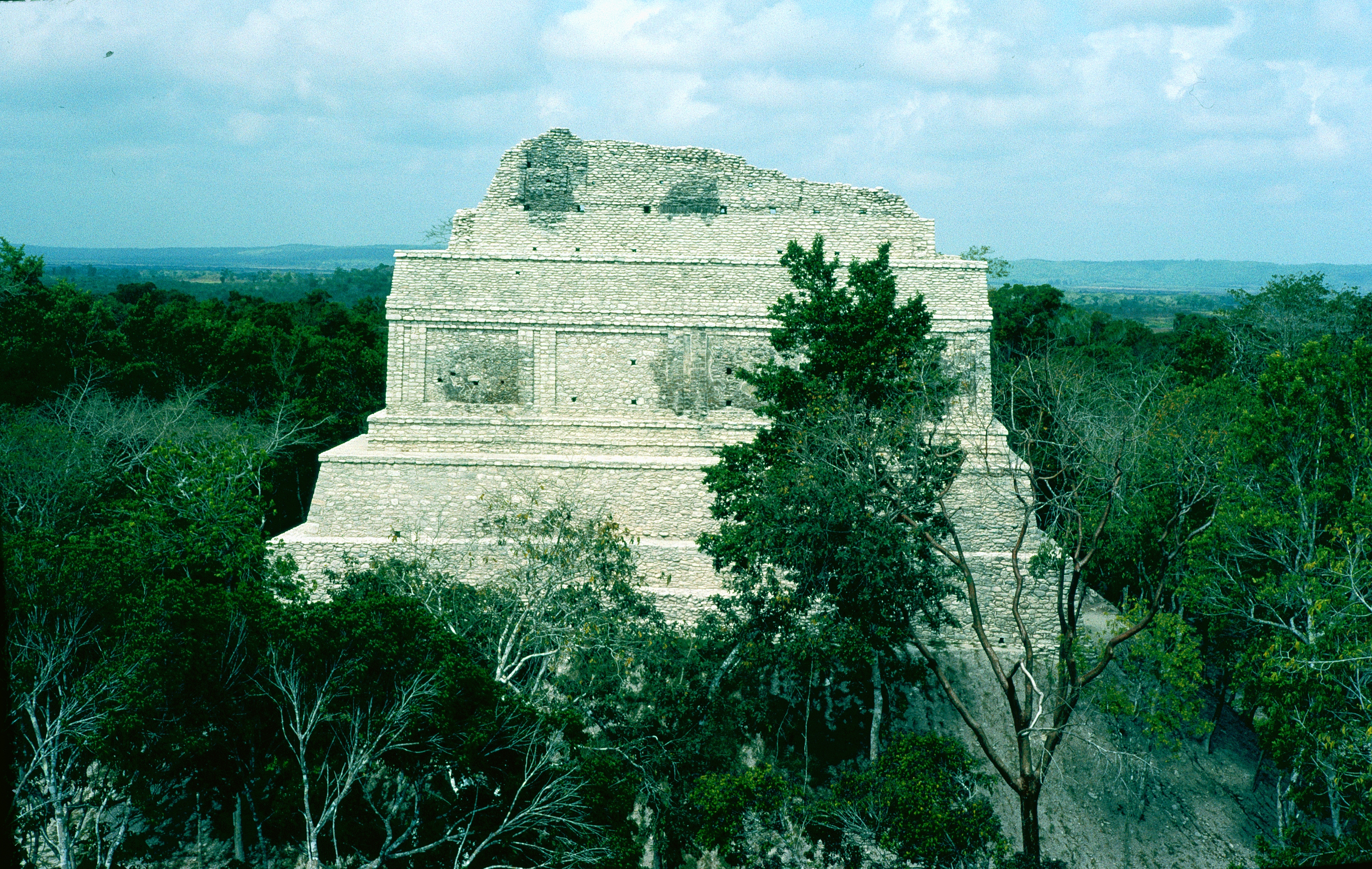
La piramide Cormoranes.
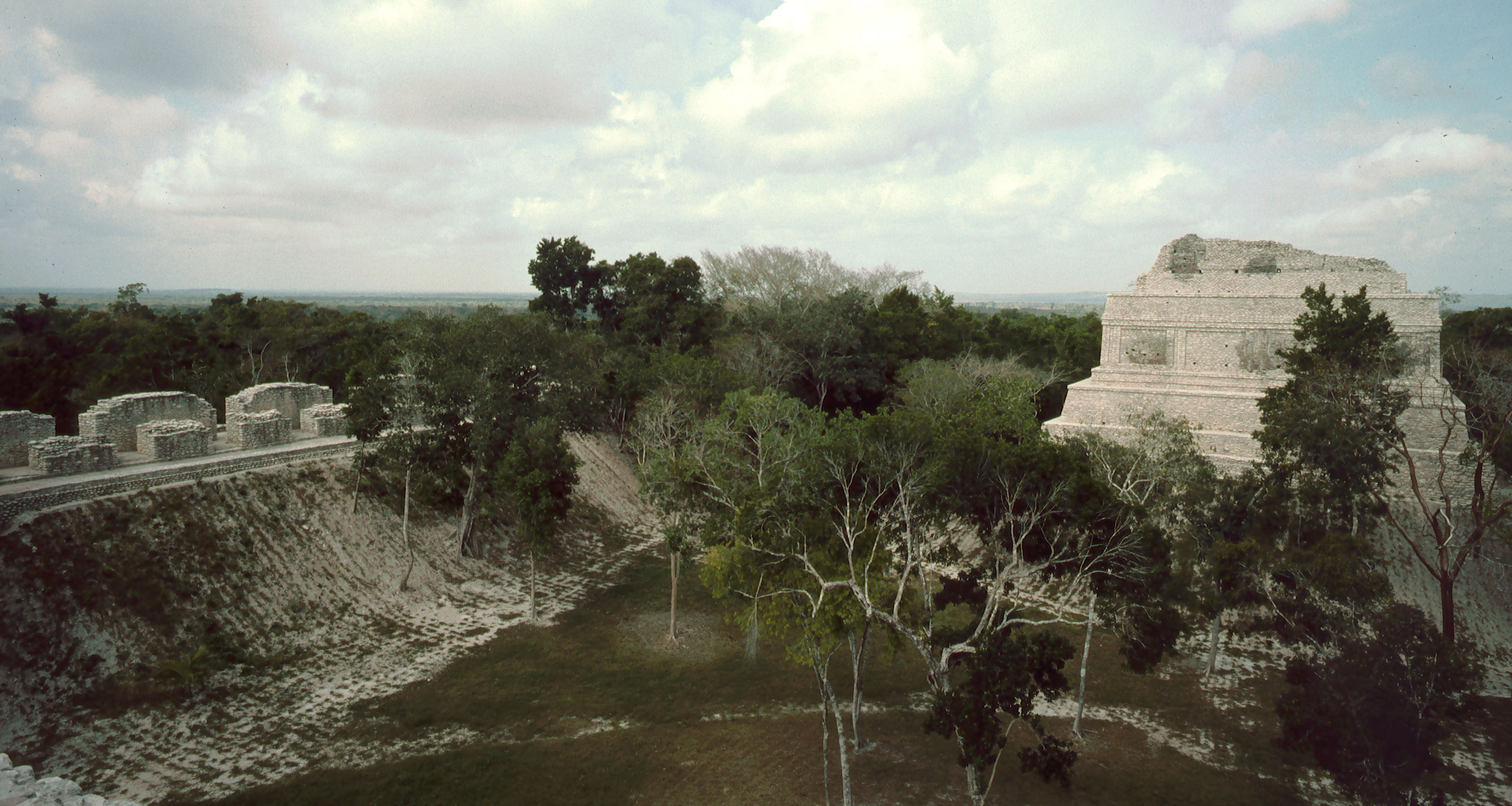
Struttura in pietra in Dzibanché.
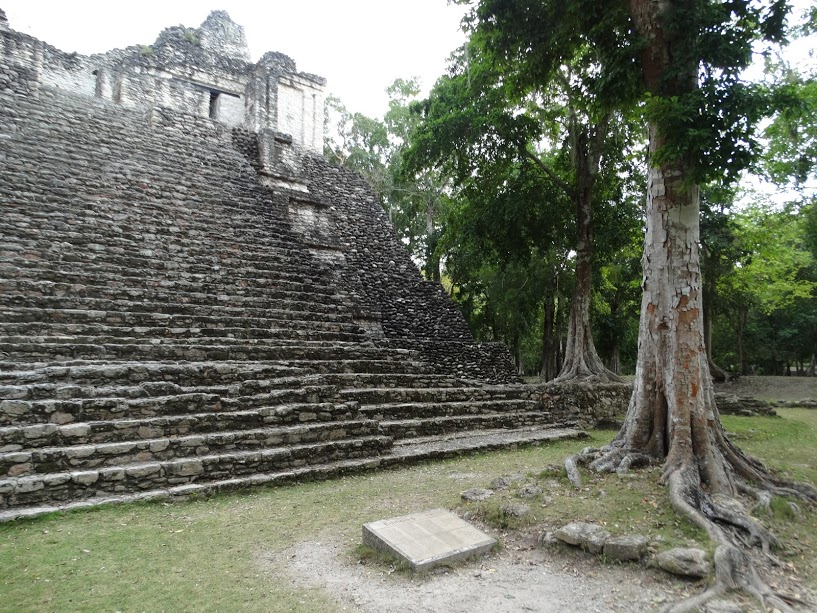
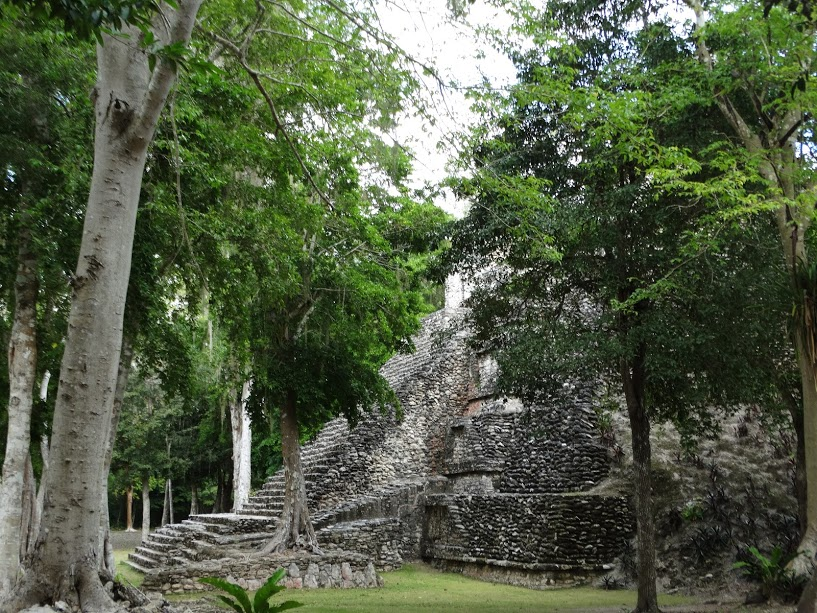
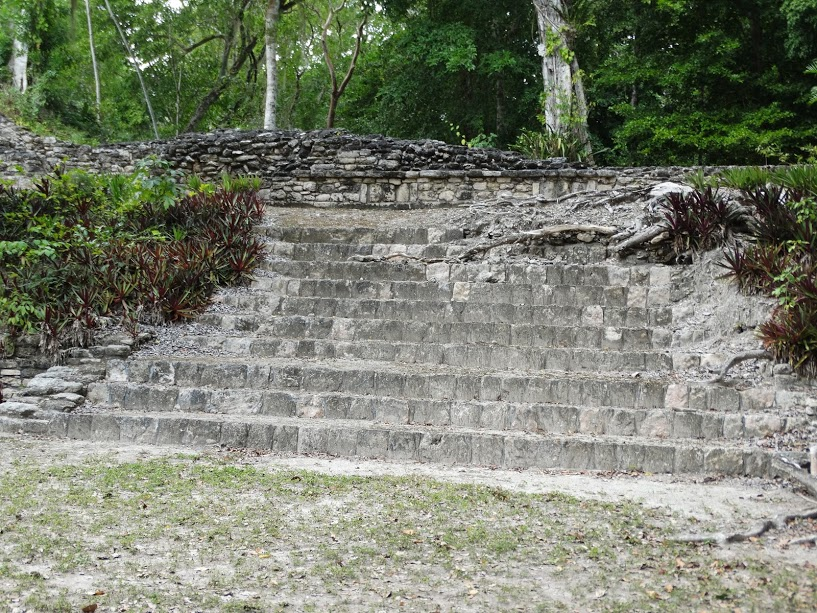
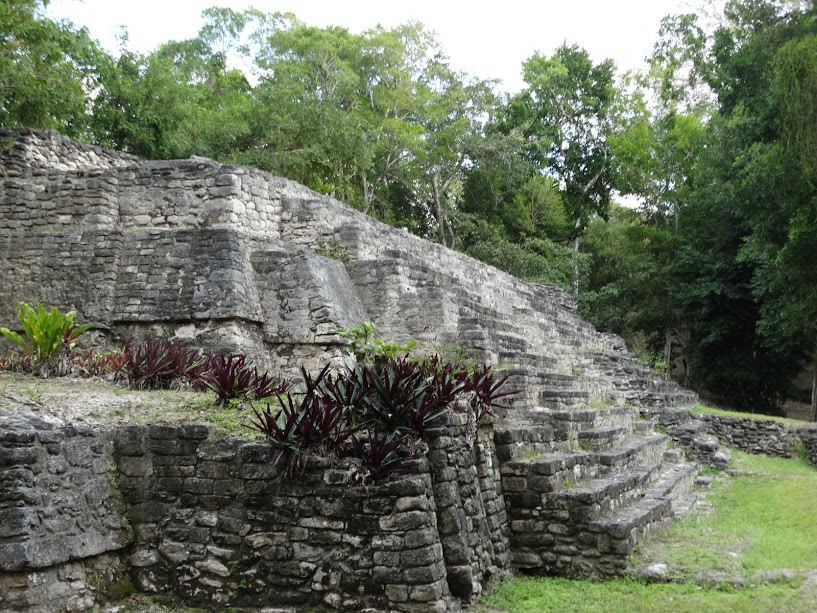
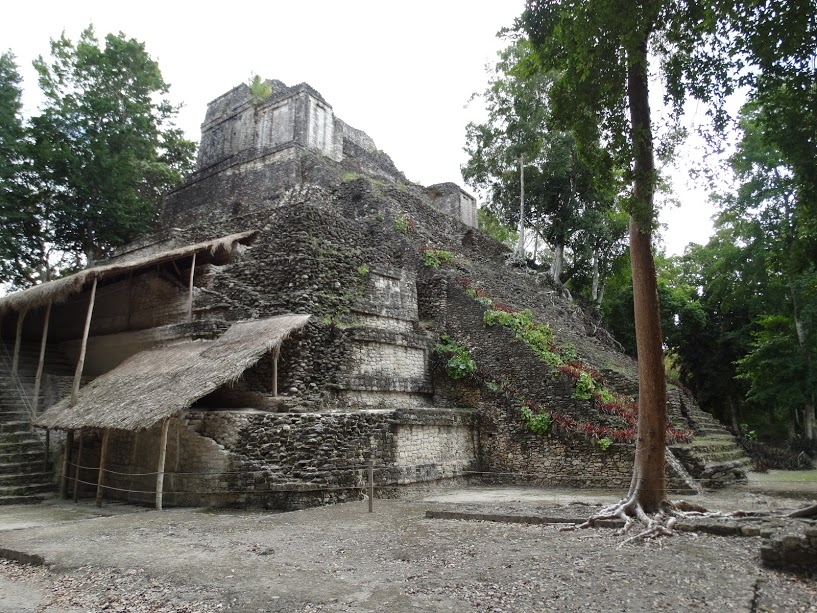